# 喜劇 駅前漫画
『喜劇 駅前漫画』（きげき えきまえまんが）は、1966年4月28日に東宝系で公開された日本映画。カラー。東宝スコープ。東京映画作品。95分。

## 概要
『駅前』シリーズ第15作。本作は「漫画ブーム」に因み、新開地を舞台に「漫画」をテーマにした内容となっている。その場所は語られていないが、マスオが100円札を拾おうとするシーン（実は音松と久太郎のイタズラ）に登場する駅名が「〜合ヶ丘駅」と書かれている事から、『喜劇 駅前団地』の舞台だった百合ヶ丘駅と思われる。
本作の最大の特色は、当時『週刊少年サンデー』（小学館刊）に好評連載され、テレビアニメも始まった『オバケのQ太郎』（藤子不二雄）と『おそ松くん』（赤塚不二夫）とのコラボを行っており、劇中、音松と久太郎が『オバQ』『おそ松』の漫画を読んだり、オバQのオモチャを作ったり、井矢見社長が『おそ松』のイヤミの口調や「シェー」を放つなどのシーンが存在、そして極めつけは、伴野の夢のシーンでオバQ軍団がオモチャ軍団と戦うというアニメが挿入されたり、坂井の夢のシーンで着ぐるみのオバQとP子が登場するというシーンが登場する。
劇中アニメは『オバQ』初のカラーアニメで、製作はテレビ版と同じ東京ムービー（Aプロダクション）、声優は曽我町子である。家族動員を考慮して、レギュラーと子役や、アニメとの掛け合いが盛り込まれている一方、シリーズの特色であったお色気シーンはカットされている。
助演は子役の蔵忠芳と頭師佳孝、そして日活時代にフランキー堺と共演した市村俊幸が出演する。

## スタッフ
- 製作：佐藤一郎、金原文雄
- 脚本：長瀬喜伴
- 監督：佐伯幸三
- 撮影：黒田徳三
- 音楽：松井八郎、広瀬健次郎（アニメパートのみ。ノンクレジット）
- 美術：小野友滋
- 照明：今泉千仭
- 録音：原島俊男
- スチル：橋山愈
- 編集：諏訪三千男
- 動画：東京ムービー（現：トムス・エンタテインメント）、Aプロダクション（現：シンエイ動画）
- 漫画：『オバケのQ太郎』（藤子不二雄）、『おそ松くん』（赤塚不二夫）

## 出演者
- 森田徳之助（童画家）：森繁久彌
- 坂井次郎（漫画家）：フランキー堺
- 伴野孫作（オモチャ工場主）：伴淳三郎
- 松木三平（紙箱屋）：三木のり平
- 伴野藤子：淡路恵子
- 松木秋子：中村メイコ
- 染子（藤子の従姉妹、甘味処店主）：池内淳子
- 森田由美：大空真弓
- 伴野久太郎：頭師佳孝
- 松木音松：蔵忠芳
- 井矢見社長：山茶花究
- 井矢見チビ太：中谷清昭
- ミミ子（坂井の弟子）：黒柳徹子
- イタ子（坂井の弟子）：横山道代
- マスオ（坂井の弟子）：松山英太郎
- 編集長：市村俊幸
- 山木ルリ子（編集部員）：旭ルリ
- 犬をつれた男：人見きよし
- 「いやみ湯」の番頭：左卜全
- Q太郎の声：曽我町子
- P子の声：水垣洋子（ノンクレジット）

## 同時上映
『奇巌城の冒険』
- 原作：太宰治／脚本：馬淵薫／監督：谷口千吉／主演：三船敏郎／東宝・三船プロ作品
- 三船主演作とのカップリングは最後。

## 参考資料
- 「銀幕の天才 森繁久彌」（ワイズ出版） 74頁 2003年
- キネマ旬報